# Marie Švermová
Marie Švermová, rozená Švábová (17. ledna 1902 Trnovany – 4. února 1992) byla česká a československá komunistická politička, poválečná poslankyně Prozatímního a Ústavodárného Národního shromáždění a Národního shromáždění ČSR, členka předsednictva ÚV KSČ. V 50. letech odsouzená v rámci politických procesů a vězněna. V 70. letech signatářka Charty 77.

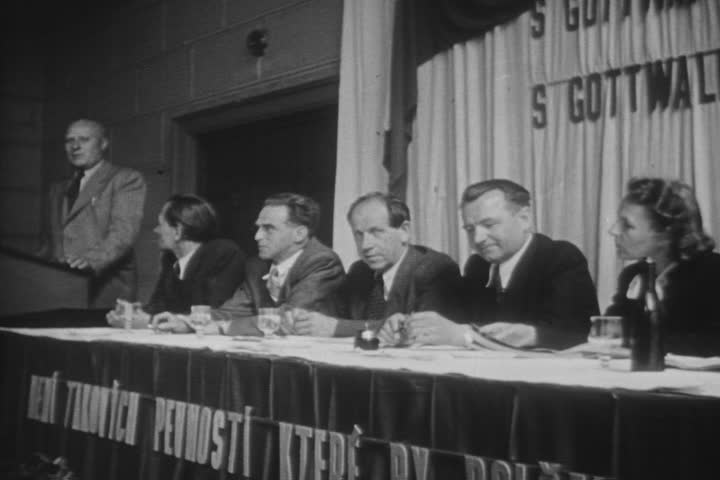
Zprava: Marie Švermová, Klement Gottwald, Antonín Zápotocký, Rudolf Slánský, Július Ďuriš a Václav Nosek v roce 1946

Jejím manželem byl komunistický politik Jan Šverma, mladším bratrem potom komunista Karel Šváb.

## Život

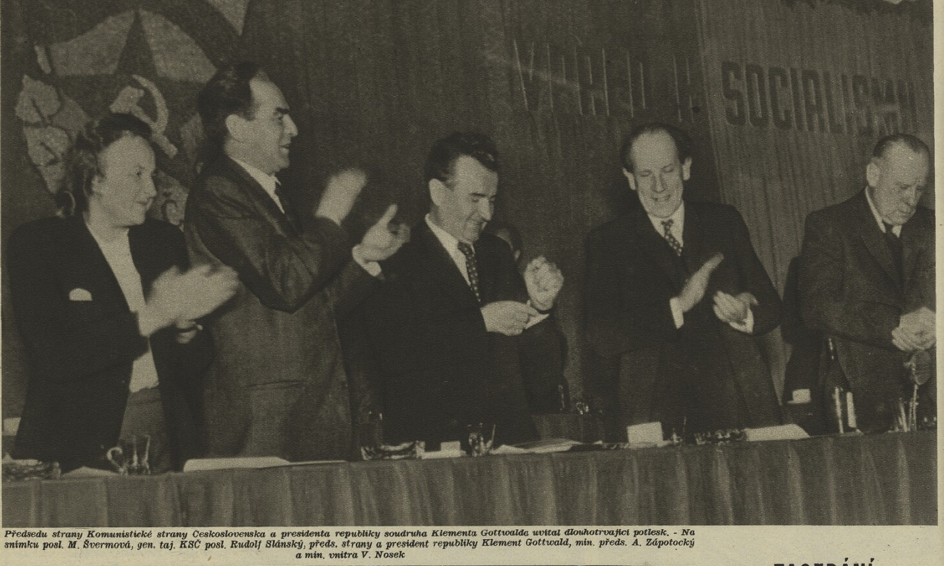
Marie Švermová na tribuně zasedání Ústředního výboru KSČ (1948)

Pocházela z rodiny zednického štukatéra. Byla nejstarším ze šesti dětí a od věku šesti let se již musela starat o své sourozence.
V roce 1919 vstoupila do mládežnické organizace Československé sociálně demokratické strany dělnické. Od roku 1921 byla funkcionářkou KSČ. V letech 1926–1928 studovala na Leninově stranické škole v Moskvě. V roce 1929 se stala členkou ÚV KSČ. Za druhé světové války pobývala v emigraci v Moskvě. Opětovně se do tuzemské politiky zapojila v roce 1945, kdy se stala členkou předsednictva ÚV KSČ.
V letech 1945–1946 byla poslankyní Prozatímního Národního shromáždění za KSČ. V parlamentu setrvala až do parlamentních voleb v roce 1946, pak se stala poslankyní Ústavodárného Národního shromáždění za KSČ a po volbách do Národního shromáždění roku 1948 se stala za KSČ poslankyní Národního shromáždění ve volebním kraji Brno. Na poslaneckém postu setrvala do února 1951, kdy rezignovala. Místo ní nastoupil jako náhradník Josef Hulínský.
Od dubna 1945 byla členkou prozatímního Ústředního výboru Komunistické strany Československa. VIII. sjezd KSČ ji zvolil do předsednictva Ústředního výboru Komunistické strany Československa. Coby členku ÚV KSČ ji potvrdil i IX. sjezd KSČ. Na přelomu 40. a 50. let 20. století zastávala vysoké funkce v rámci KSČ a mimo jiné organizovala „spontánní hnutí“ na podporu politických procesů, např. organizovala sběr a podpisy rezolucí žádajících smrt pro Miladu Horákovou. Později (v roce 1968, již po vlastních obsáhlých zkušenostech s komunistickou spravedlností) se vyjádřila, že vinu Horákové neumí posoudit, ale že její trest dozajista nebyl úměrný.
V roce 1951 ale její politická kariéra skončila. V předsednictvu ÚV KSČ zasedala do roku 1950, v únoru 1951 byla vyloučena z ÚV KSČ. Následovalo zatčení, vyloučení ze strany a v roce 1954 po krutém věznění a mučení byla odsouzena v rámci vykonstruovaného tzv. procesu s krajskými tajemníky k doživotnímu vězení (původně měla být hlavou spiknutí, ale moskevským poradcům se zdála být příliš „malou rybou“). Ve vězení strávila pět let.
Na tom, aby prosadil její odsouzení a co nejtěžší podmínky při věznění, si dal záležet ministr kultury a hlavní ideolog KSČ Václav Kopecký. Zřejmě mu přitom šlo o osobní pomstu [zdroj⁠?!], neboť Švermová dříve bez nějaké ohleduplnosti odmítla jeho nabídku k sňatku a oponovala mu na stranických schůzích, což si dovolil jen málokdo. Švermová udržovala intimní poměr s Otto Šlingem, který byl odsouzen k trestu smrti v Slánského procesu.
V roce 1956 byla propuštěna z vězení. Později byla rehabilitována a roku 1968 jí byl udělen Řád republiky. Znovu byla politicky pronásledována za normalizace. V roce 1977 podepsala prohlášení Charty 77. Brněnský historik Jiří Pernes vybral Švermovou mezi deset představitelek českého komunismu, o nichž napsal knihu Komunistky s fanatismem v srdci.

### Rodinný život
I když se traduje, že Marie Švermová byla manželkou Jana Švermy, badatelům se údaje o sňatku nepodařilo zjistit a Marie Švermová se o něm ve svých pamětech nezmiňuje. V roce 1923 se Janu a Marii Švermovým narodila dcera Jiřina Švermová, provdaná Kopoldová (23. 9. 1923 – 14. 2. 2009). Ta odešla s rodiči po Mnichovské dohodě do Sovětského svazu; po začátku války se přihlásila a v srpnu 1943 zařazena do československé vojenské jednotky. V letech 1951–1952, když byl její manžel Bedřich Kopold zatčen, byla internována.